# 37th Street/USC
37th Street/USC es una estación de autobuses de tránsito rápido en la línea Plata del Metro de Los Ángeles. Se encuentra localizada en el Harbor Transitway de la Interestatal 110, en la intersección con 37th Street y cerca de la Universidad del Sur de California, en Los Ángeles (California).

## Servicios

### Conexiones
Servicios de autobuses
- Metro Express: 460
- LADOT Commuter Express: 438, 448
- Orange County Transportation Authority: 701, 721

Servicios desde Figueroa St. & Exposition Blvd
- Metro Local: 81, 102, 200
- Metro Express 442, 550
- USC Shuttle

## Lugares de interés cercanos
- Universidad del Sur de California
- Natural History Museum
- California African American Museum
- California Science Center
- La Paloma Mercado